# Solente
Solente é uma comuna francesa na região administrativa de Altos da França, no departamento de Oise. Estende-se por uma área de 3,06 km². Em 2010 a comuna tinha 142 habitantes (densidade: 46,4 hab./km²).